# Balázs Szirányi
Balázs Márton Szirányi Somogyi (Budapeste, 10 de janeiro de 1983) é um jogador de polo aquático espanhol, nascido na Hungria.

## Carreira
Szirányi disputou duas edições de Jogos Olímpicos pela Espanha: 2012 e 2016. Seu melhor resultado foi o sexto lugar nos Jogos de Londres.